# 福島県立医科大学会津医療センター
福島県立医科大学会津医療センター（ふくしまけんりついかだいがくあいづいりょうセンター）は、福島県会津若松市河東町に所在する、公立大学法人福島県立医科大学が設置する大学病院である。

## 概要
福島県の県立病院改革プランにより福島県立会津総合病院と福島県立喜多方病院を統合し、福島県立医科大学の附属病院として2013年5月11日に開設された。
病院機能だけではなく、福島県立医科大学の教育・研究機能も備えている。前身病院に引き続き、会津地方におけるへき地医療支援を担う。

## 診療科
| - 総合内科 - 漢方内科 - 漢方外科 - 循環器内科 - 血液内科 - 消化器内科 - 糖尿病･代謝･腎臓内科 - 感染症･呼吸器内科 - 神経内科 - 心身医療科 - 外科 - 呼吸器外科 - 小腸･大腸内科 - 大腸･肛門外科 | - 整形外科・脊椎外科 - 眼科 - 皮膚科 - 泌尿器科 - 耳鼻咽喉科 - 放射線科 - 麻酔科 - 病理診断科 - 歯科 - リハビリテーション科 - 緩和ケア科 - 心臓血管外科 |  |

## アクセス
- 磐越西線堂島駅から徒歩10分
- 会津若松駅前バスターミナルから会津バス「塩川経由喜多方」行きバスに乗車、「会津医療センター」下車
- 磐越自動車道「会津若松IC」より国道121号経由で喜多方・塩川方面へ
- 会津縦貫北道路「湯川南IC」より福島県道33号会津坂下河東線経由で河東町方面へ